# Jan Tönjes
Jan Tönjes (* 1967 in Berlin) ist ein deutscher Pferdesportjournalist und Moderator bei Pferdeveranstaltungen.

## Leben und Ausbildung
Jan Tönjes wuchs in Rastede als ältestes von drei Geschwistern auf, wo er früh mit Pferden in Kontakt kam. 1986 legte er sein Abitur ab und begann im selben Jahr ein Studium der Germanistik und Anglistik an der Freien Universität Berlin.
Parallel zu seinem Studium war er freier Mitarbeiter des Verbandes der Züchter des Oldenburger Pferdes für die Publikation »Das Oldenburger Sportpferd«. Ab 1991 war er Chefredakteur dieses monatlich erscheinenden Magazins und schrieb außerdem für andere Pferdesportmedien. Darüber hinaus war er Pressewart des Deutschen Akademischen Reiterverbandes (DAR) und verantwortlich für das Mitteilungsblatt des Verbandes, die „DAR-News“. Ende der 1980er-Jahre begann er internationale Reitturniere, Events und Studententurniere am Mikrofon zu begleiten.
1992 hospitierte er in der Sportredaktion des ZDF und erhielt anschließend Sprechunterricht bei Frank Hartmann in Berlin. Ende 1994 beendete er sein Studium mit einer Magisterarbeit zur „Darstellung und Bedeutung von Pferden im höfischen Roman“. Seit März 1995 war er beim Sender Freies Berlin (SFB), dann beim RBB tätig – zunächst als Reporter, später als Redakteur, vorwiegend bei der Hörfunkwelle Berlin 88Acht.

## Karriere
Beim SFB/RBB war Jan Tönjes vielseitig im Lokaljournalismus als Live-Reporter der ARD bei Großevents wie Love Parade, Berlin-Marathon und Mauerfall-Jubiläum bis zu Landtagswahlen tätig. Außerdem war er verantwortlicher Redakteur der Morning-Show »Guten Morgen Berlin« und als Sprecher im RBB-Hörfunk und Fernsehkinderprogramm zu hören.
Zwischen 1996 und 2005 entstanden in Kooperation mit Pferdia TV (seit 2020 wehorse) mehrere Videoformate – darunter über bekannte Zuchthengste wie Donnerhall, Cor de la Bryère und Weltmeyer sowie ein Film über die Trakehner-Pferdezucht.
2003 wechselte er nach Hamburg zum Reitsportmagazin St. Georg, wo er zunächst stellvertretender Chefredakteur und ab 2012 Chefredakteur wurde. Seine investigativen Recherchen zur Trainingsmethode „Rollkur“ (2005, mit Gabriele Pochhammer) oder zum Fall der Tierquälerin Christine Wels (2007) löste intensive Diskussionen und Veränderungen im internationalen Pferdesport aus. Im Frühjahr 2025 wurde das Magazin ST.GEORG im 125. Jahr seines Bestehens eingestellt und die Redaktion entlassen.
Als Journalist berichtete er von Welt- und Europameisterschaften sowie Olympischen Spielen. Seit 2018 ist er Vorstandsmitglied der International Alliance of Equestrian Journalists (IAEJ). Im Jahr 2022 wurde er zum Präsidenten gewählt.
Er moderierte Hengstparaden im Haupt- und Landgestüt Marbach, die Marbach Classics und den Internationalen Trakehner Hengstmarkt in Neumünster. Zudem war er Gastdozent im Fachbereich Pferdewirtschaft an der Hochschule für Wirtschaft und Umwelt Nürtingen-Geislingen.

## Privat
Jan Tönjes ist verheiratet und Vater von drei erwachsenen Kindern. Die Familie lebt in Hamburg und hält Pferde aus eigener Zucht, überwiegend mit hohem Vollblutanteil.

## Auszeichnungen
- 2012: Medienpreis „Das Silberne Pferd“ (Print) für den Beitrag „Gestatten, Carl, 44 entspannt“, *ST.GEORG* 11/2011[6]
- 2014: IAEJ Alltech Media Award (Video)
- 2015: IAEJ Alltech A+ Award (Broadcast)
- 2016: IAEJ Alltech A+ Award (Livekommentar)